# Värnamo Volley
Värnamo Volley är en volleybollklubb från Värnamo, Sverige. Klubben bildades av volleybollsektionen av Värnamo FK 1980. Klubben har haft ett elitlag i Elitserien. Det drog sig 2023 ur serien.
Klubben har även herrlag, som dock inte spelat på elitnivå.